# Cornelis de Houtman

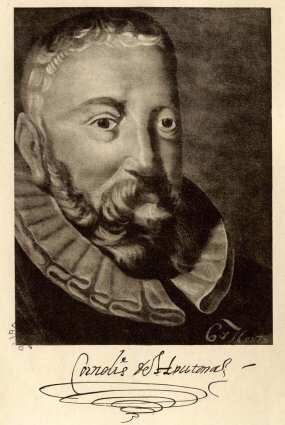
Cornelis de Houtman, Porträt

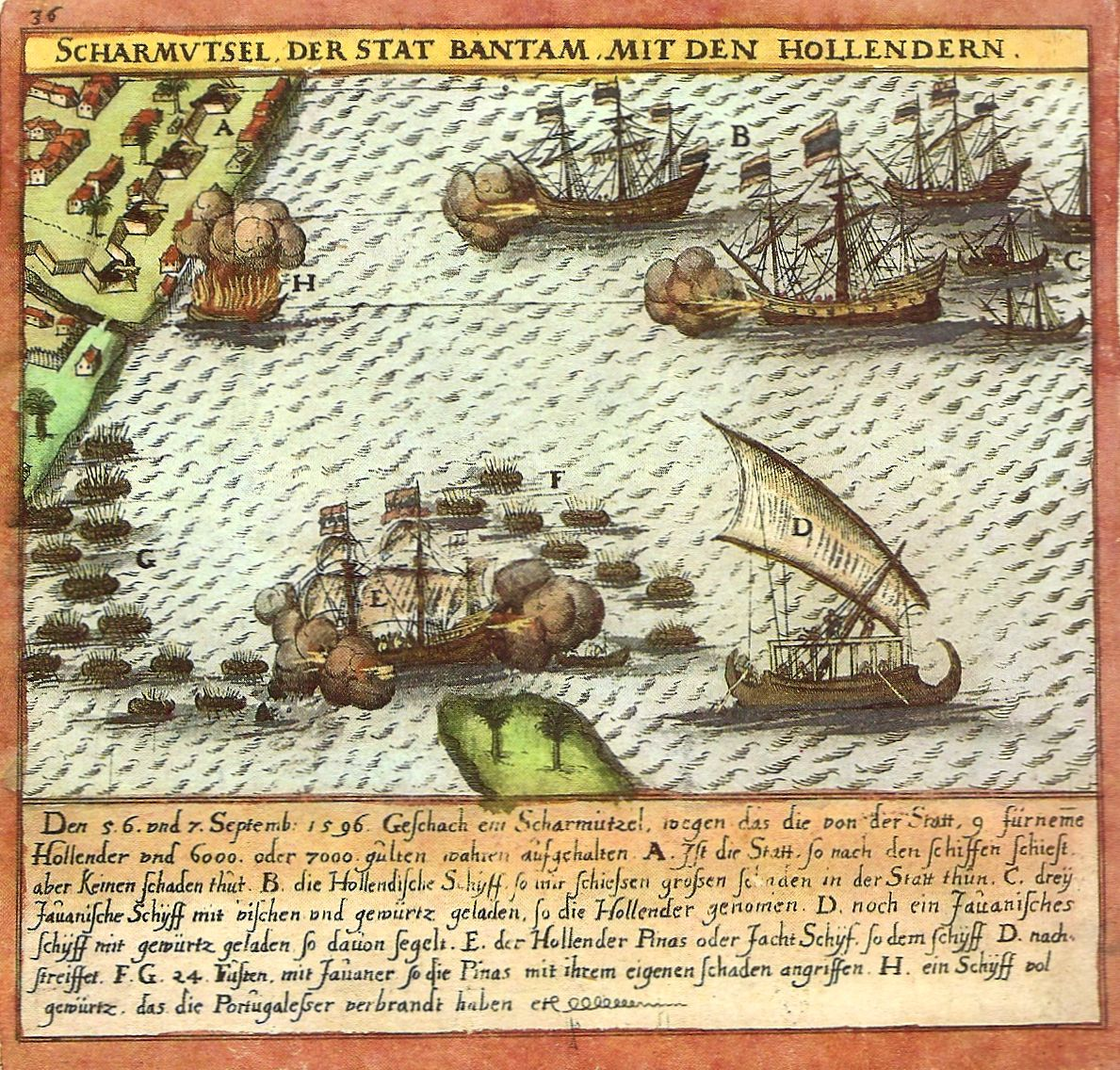
Auf Java wurde de Houtman 1596 auf Betreiben der rivalisierenden Portugiesen vom Sultan von Bantam festgehalten und erst nach einem Bombardement der Stadt durch die niederländische Flotte freigelassen

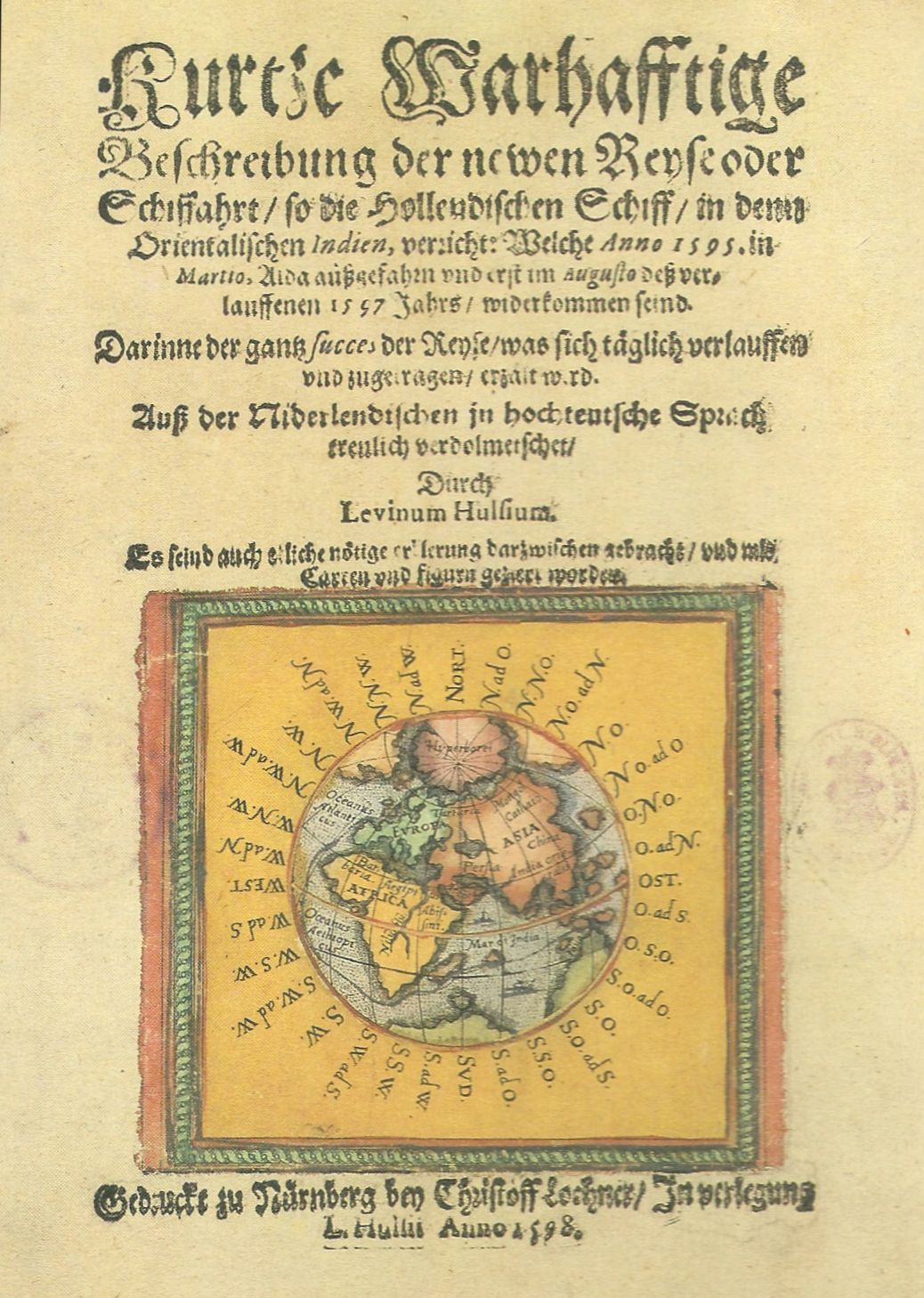
Schon 1598 veröffentlichte Levinus Hulsius eine deutsche Übersetzung des niederländischen Reiseberichts

Cornelis de Houtman (* 2. April 1565 in Gouda; † 1. September 1599 auf Sumatra) war ein niederländischer Forscher. Er entdeckte eine neue Seeroute von Europa nach Indonesien und leitete damit den ostasiatischen Gewürzhandel der Niederlande ein. Er war der ältere Bruder von Frederick de Houtman.

## Leben
Im Jahr 1592 wurde Cornelis de Houtman von Amsterdamer Händlern nach Lissabon gesandt, um möglichst viele Informationen über die Gewürzinseln zu erlangen. Die Portugiesen besaßen zu diesem Zeitpunkt das Monopol über den Handel mit exotischen Gewürzen. Zur gleichen Zeit kehrte Jan Huygen van Linschoten von einer Indienreise zurück. Die Amsterdamer Händler beschlossen, dass die Hafenstadt Bantam (das heutige Semarang auf der Insel Java) die besten Aussichten für einen Handel mit Gewürzen bot. 1594 gründeten sie die Compagnie van Verre (dt. Kompanie für die Ferne).
Am 2. April 1595 wurde eine Flotte von vier Schiffen (Amsterdam, Hollandia, Mauritius und Duyfken) unter de Houtmans Kommando nach Ostasien gesandt. Die Expedition hatte von Anfang mit Schwierigkeiten zu kämpfen. Nach wenigen Wochen brach Skorbut aus. Infolge von Unstimmigkeiten zwischen den Kapitänen und Händlern kam es zu Gewaltausbrüchen, wobei mehrere Personen getötet wurden. Während eines planmäßigen Aufenthaltes in Madagaskar kam es zu weiteren Ausschreitungen, die viele Todesopfer kosteten. Die madagassische Bucht, in der die Schiffe ankerten, wird heute „Dutch Cemetery“ (deutsch: Friedhof der Holländer) genannt. Erst sechs Monate später konnten die Schiffe weiterfahren. Am 27. Juni 1596 erreichten sie schließlich Bantam. Nur etwa 100 der ursprünglich 249 Männer hatten die Fahrt überlebt.
Die Reise war allerdings von Bedeutung für die Navigation nach den Sternen. Der Navigator Pieter Dirkszoon Keyser hatte Himmelsbeobachtungen durchgeführt, bei denen ihn Frederick de Houtman unterstützte. Es entstand ein Sternkatalog, Keyser „erfand“ zwölf neue Sternbilder des Südhimmels, die heute zu den 88 anerkannten Sternbildern gehören. Keyser starb im September 1596 in Bantam.
Nach der Ankunft in Bantam stellten die dortigen portugiesischen Händler Cornelis de Houtman dem Sultan vor, der den Niederländern zunächst freundlich gesinnt war. Houtman war allerdings wenig diplomatisch und feinfühlig. Er beleidigte den Sultan und musste Bantam wegen seines rüden Verhaltens verlassen, ohne dass ein Handel zustande kam. Nach einer Kanonade segelten die Schiffe weiter ostwärts in Richtung Madura. Unterwegs wurden sie von Piraten angegriffen. Auf Madura wurden sie zunächst freundlich empfangen. Houtman ließ allerdings als Rache für den Piratenangriff ein Massaker unter der Bevölkerung anrichten. Die Expedition fuhr weiter nach Bali. Nach einem Treffen mit dem dortigen König konnte man im Februar 1597 schließlich einige Fässer mit Pfefferkörnern erstehen. Nach einer beschwerlichen Rückfahrt über St. Helena erreichte man 1598 schließlich mit 87 Überlebenden Amsterdam. Houtmann war aber zeitweise in Ketten gelegt worden, weil er von der Mannschaft verdächtigt wurde, einen anderen Kapitän, Jan Meulenaer, vergilftet zu haben. Zwar waren nur wenige Gewürze mitgebracht worden, aufgrund der hohen Preise war das Unternehmen dennoch profitabel.
Schon Anfang 1598 veröffentlichte Levinus Hulsius in Nürnberg eine deutsche Übersetzung des niederländischen Berichts über de Cornelis’ Reisen. Das Büchlein umfasst 72 Seiten, auf denen eine Widmung, acht der zehn in der niederländischen Vorlage veröffentlichten Illustrationen sowie je eine Karte der Welt, von Madagaskar, von Java und von St. Helena.
Obwohl die Expedition ein menschliches und finanzielles Desaster war, bedeutete sie einen symbolischen Sieg der Niederländer. Sie kann als Startpunkt  der niederländischen Kolonialherrschaft in Indonesien angesehen werden und brach die Monopolstellung der Portugiesen. In den nächsten fünf Jahren fuhren weitere 65 niederländische Schiffe nach Ostasien und übernahmen einen Großteil des Gewürzhandels.
1598 brachen Cornelis und Frederick de Houtman zu einer zweiten Expedition auf. Auf Sumatra wurde Cornelis auf Befehl des Sultans von Aceh ermordet. Frederick wurde zwei Jahre lang gefangen gehalten.